# Mactridae
De strandschelpen, otterschelpen of mactridae is een grote familie tweekleppige schelpsoorten die voorkomen aan open zandkusten van Noorwegen tot Senegal.

## Kenmerken
De mactridae leven ondiep ingegraven in zand- of modderbodems. De sifons zijn kort, hebben een hoornachtige bescherming en zijn al dan niet binnen de schelp intrekbaar. De voet is wig-vormig en wit. 
De schelpen zijn gelijkkleppig en ovaal, langwerpig of driehoekig van vorm. Ze zijn gelijkzijdig of ongelijkzijdig, met de umbo's naar de voorkant toe. Het slot is sterk ontwikkeld. Ze hebben twee of drie cardinale tanden in elke klep en 4 laterale tanden in de rechterklep en twee laterale tanden in de linkerklep. In de linkerklep zijn de cardinale tanden samengegroeid tot een omgekeerde V-vorm. De mantellijn vertoont een bocht.

## Onderfamilies en geslachten
- Anatina Schumacher, 1817
- Austromactra Iredale, 1930
- Barymactra Cossmann in Cossmann & Peyrot, 1909
- Coelomactra Dall, 1895
- Crassula Marwick, 1948
- Cyclomactra Dall, 1895
- Darina Gray, 1853
- Diaphoromactra Iredale, 1930
- Eastonia Gray, 1853
- Harvella Gray, 1853
- Heterocardia Deshayes, 1855

- Kymatoxinae Stenzel & Krause, 1957
  - Leptospisula Dall, 1895
  - Lutraria Lamarck, 1799
- Lutrariinae Gray, 1853
  - Mactra Linnaeus, 1767
  - Mactrellona Marks, 1915
- Mactrinae
  - Mactrinula Gray, 1853
  - Mactromeris Conrad, 1868
  - Maorimactra Finlay, 1928
  - Meropesta Iredale, 1929
  - Mulinia Gray, 1837
  - Oxyperas Mörch, 1853
  - Pseudocardium Gabb, 1866 †
  - Raeta Gray, 1853
  - Rangia Desmoulins, 1832
  - Resania Gray, 1853
- Resaniinae Marwick, 1931
  - Scalpomactra Finlay in Marwick, 1928
  - Scissodesma Gray, 1837
  - Simomactra Dall, 1894
  - Spisula Gray, 1837
  - Standella Gray, 1853
  - Tanysiphon Benson, 1858
- Tanysiphoninae Scarlato & Starobogatov, 1971
  - Tresus Gray, 1853
  - Trinitasia Maury, 1928
  - Tumbeziconcha Pilsbry & Olsson, 1935
  - Zenatia Gray, 1853
  - Zenatina Gill & Darragh, 1963

## Soorten
De dieren uit deze familie zijn wereldwijd verspreid. Aan de Noordzeekusten van Nederland en Vlaanderen kunnen onder andere de volgende zeven soorten van deze familie gevonden worden:
- Lutraria angustior Philippi, 1844 - Gerekte slijkschelp
- Lutraria lutraria (Linnaeus, 1758) - Gewone otterschelp
- Lutraria oblonga (Gmelin, 1791) - Gebogen otterschelp
- Mactra stultorum (Linnaeus, 1758) - Grote strandschelp
- Spisula elliptica (Brown, 1827) - Ovale strandschelp
- Spisula solida (Linnaeus, 1758) - Stevige strandschelp
- Spisula subtruncata (Da Costa, 1778) - Afgeknotte strandschelp

Van de Europese zeeën zijn bovendien nog de volgende soorten gekend:
- Mactra glauca (Born, 1778) - Brede strandschelp
- Eastonia rugosa (Helbling, 1779), een meer zuidelijke soort die in de Middellandse Zee en langs de Atlantische kust van Portugal voorkomt.

Tot slot zijn uit het Noordzeebekken de volgende soorten alleen fossiel bekend:
- Eastonia rugosa (Helbling, 1779) (Eemien?)
- Lutraria frangula Van Urk, 1980 (Mioceen)
- Lutraria scaldensis Van Urk, 1980 (Plioceen)
- Mactra stultorum plistoneerlandica (Van Regteren Altena, 1937) - Pleistocene strandschelp (Eemien)
- Mactra glauca (Born, 1778) - Brede strandschelp (Eemien)
- Mactromeris polynyma (Stimpson, 1860) (Plioceen)
- Spisula arcuata (Sowerby, 1817) (Plioceen)
- Spisula constricta Wood, 1856 (Plioceen)
- Spisula inaequilatera (Nyst, 1845) (Plioceen)
- Spisula triangulata (Wood, 1857) (Plioceen)

## Fotogalerij

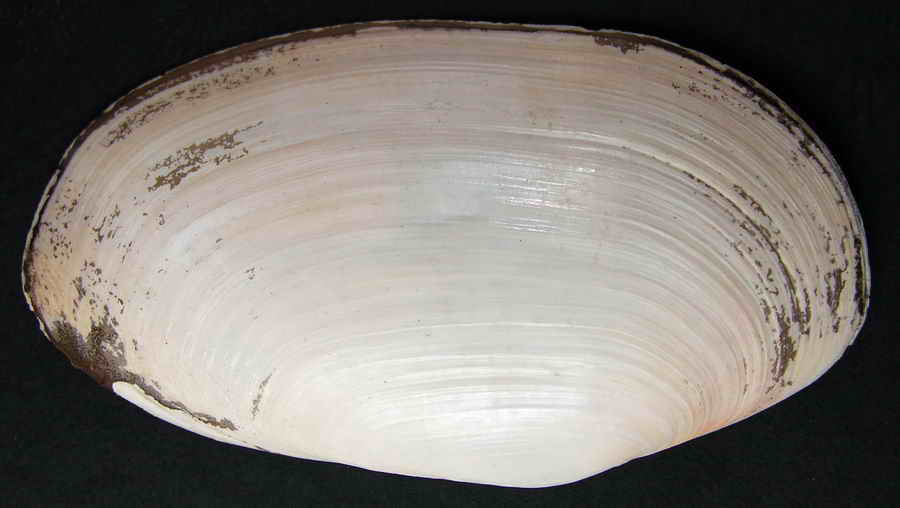
Gewone otterschelp
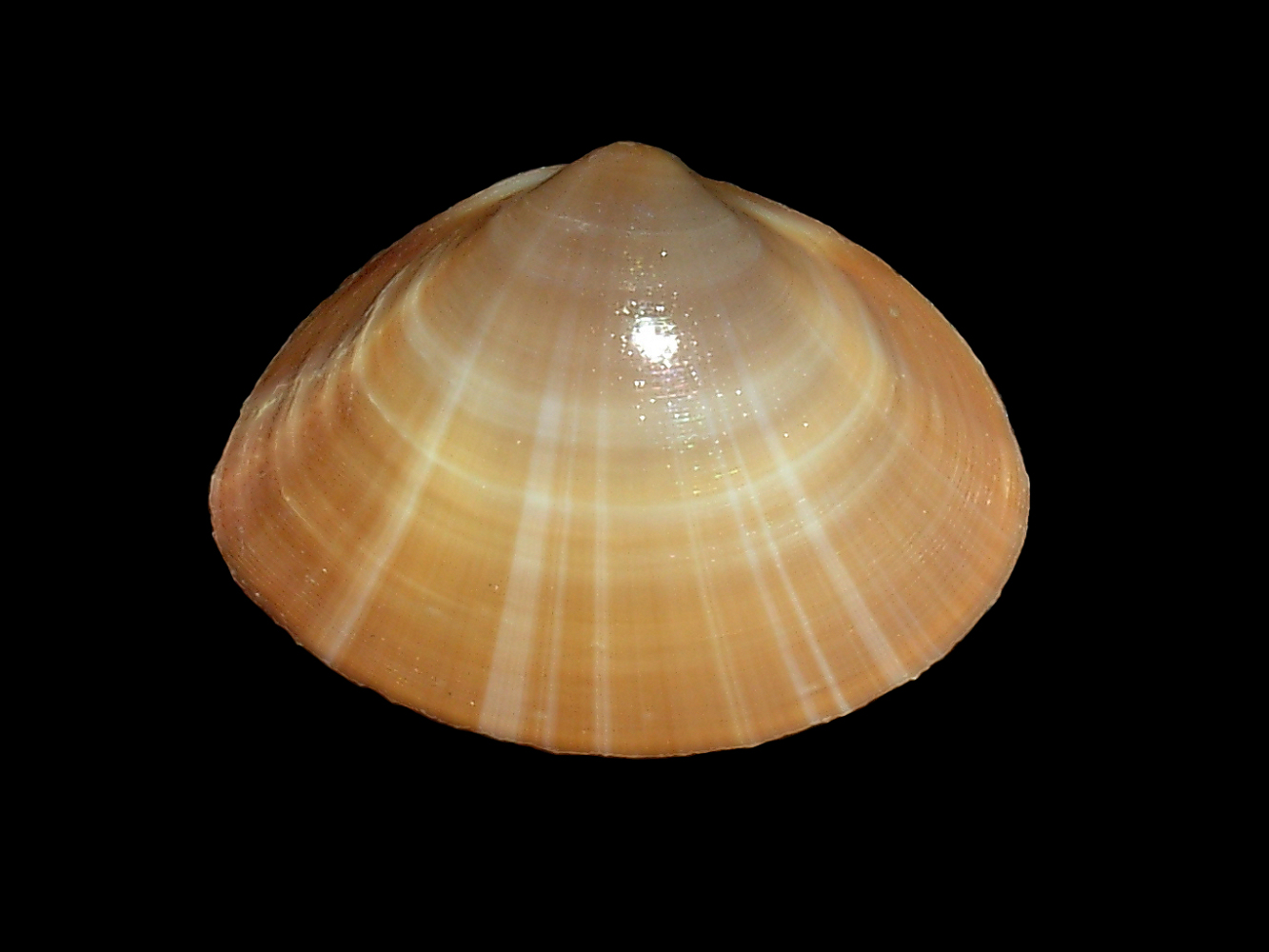
Grote strandschelp
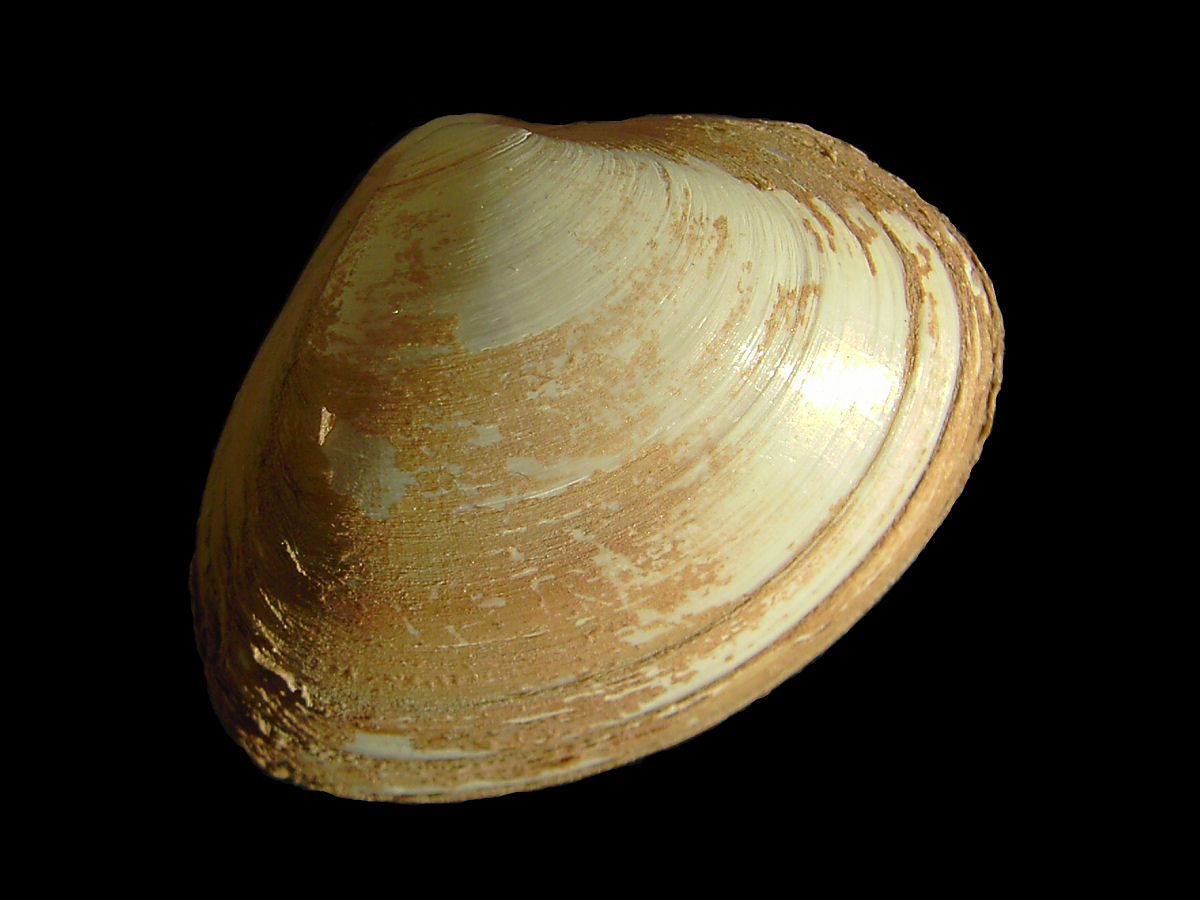
Stevige strandschelp
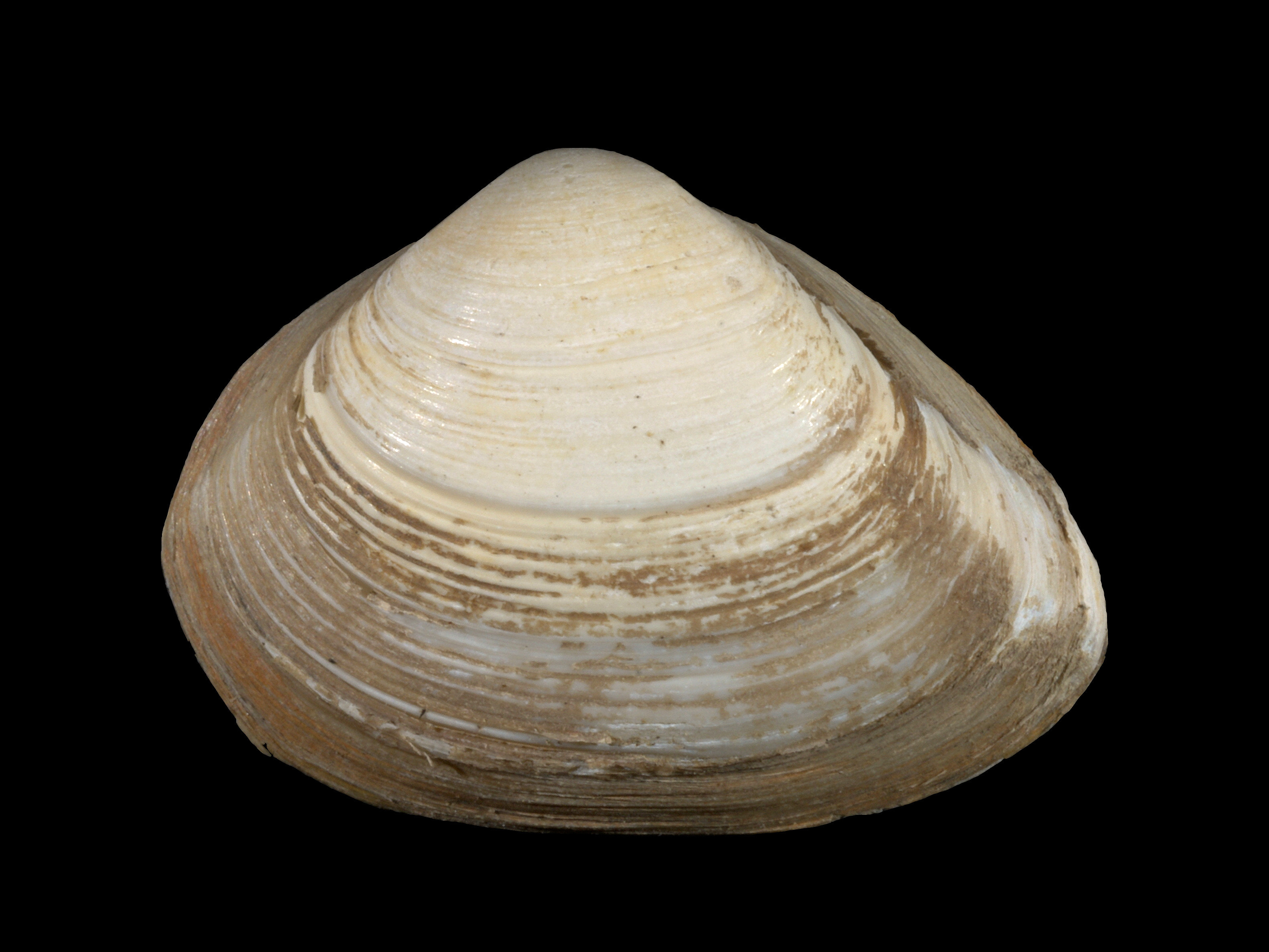
Halfgeknotte strandschelp
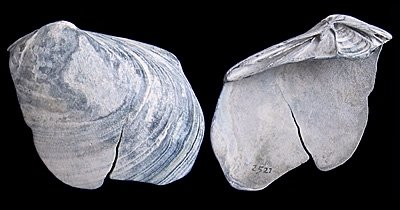
Brede strandschelp